# Windkraftanlagentestfeld Wieringermeer

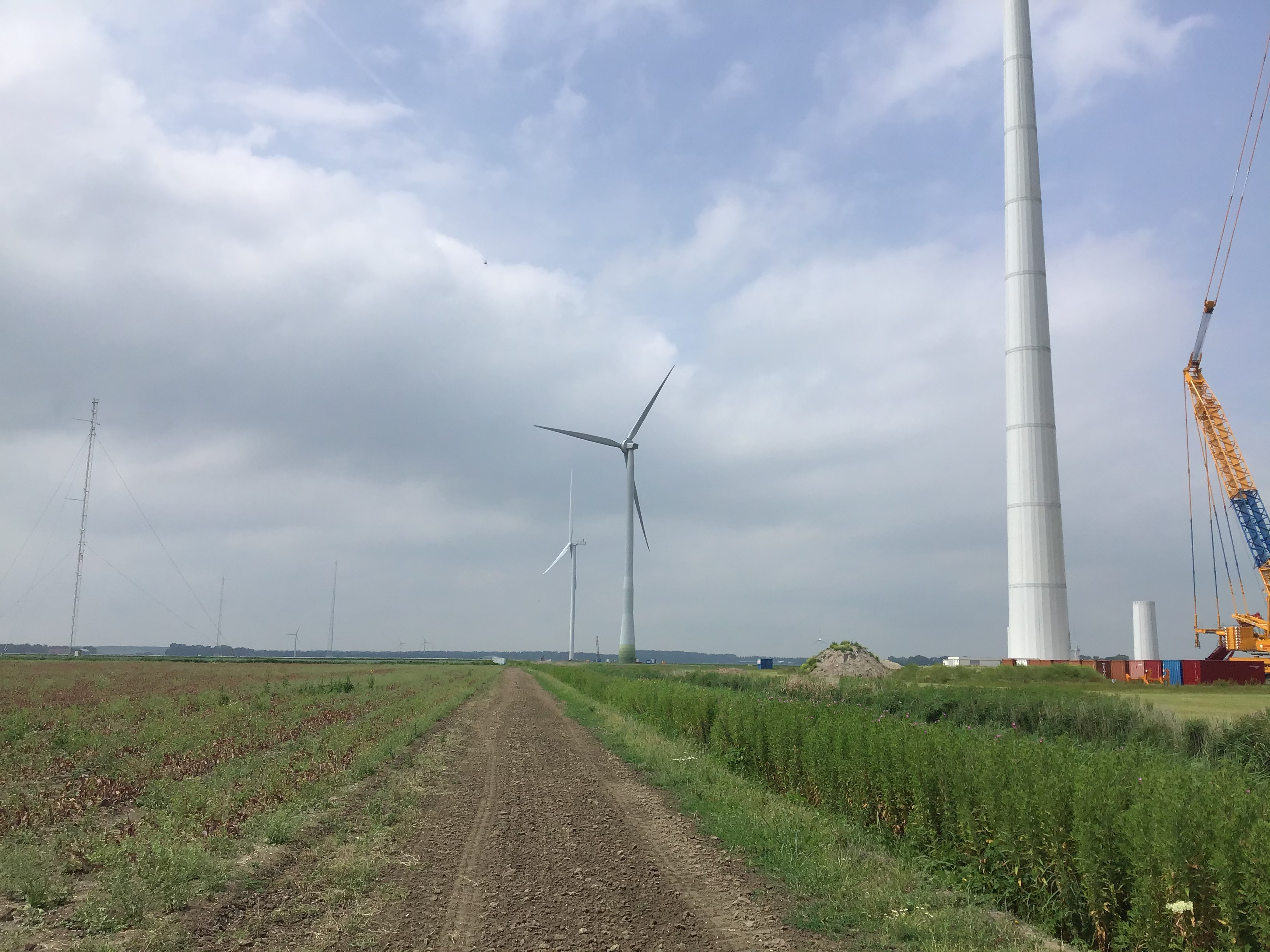
Windkraftanlagentestfeld Wieringermeer im Juni 2020; im Vordergrund Baustelle der Enercon E-160 EP5

Das Windkraftanlagentestfeld Wieringermeer (englisch ECN Wind Turbine Test Site Wieringermeer) ist ein niederländisches Testfeld für Windkraftanlagen. Betreiber ist ECN.
Im März 2004 wurde eine Nordex N80/2500 als erste Windkraftanlage im Testfeld errichtet. In den Jahren 2005, 2011, 2013, 2018, 2019, 2020 und 2021 wurde es erweitert.
Im April 2021 kamen zusätzlich die Prototypen der Vensys 115/4100 und Vensys 126/3800 als erste Anlagen des Herstellers in den Niederlanden hinzu.

## Windkraftanlagen

### Aktuelle Windkraftanlagen
Stand: Juli 2021
| Typ          | Hersteller     | Rotordurchmesser | Nabenhöhe | Leistung | Baujahr | Koordinaten                | Bemerkungen                                                     |
| ------------ | -------------- | ---------------- | --------- | -------- | ------- | -------------------------- | --------------------------------------------------------------- |
| 6.0-164      | GE Wind Energy | 164 m            | 140 m     | 6000 kW  | 2021    | 52° 49′ 8″ N, 5° 3′ 21″ O  |                                                                 |
| E-138 EP3    | Enercon        | 138 m            | 145 m     | 3500 kW  | 2019    | 52° 49′ 6″ N, 5° 3′ 48″ O  |                                                                 |
| E-160 EP5 E2 | Enercon        | 160 m            |           | 5500 kW  | 2020    | 52° 49′ 5″ N, 5° 4′ 16″ O  | 2021 Umbau von E1-Version mit 4600 kW zu E2-Version mit 5500 kW |
| 126/3800     | Vensys Energy  | 126 m            | 87 m      | 3800 kW  | 2021    | 52° 50′ 0″ N, 5° 2′ 42″ O  |                                                                 |
| 115/4100     | Vensys Energy  | 115 m            | 72,5 m    | 4100 kW  | 2021    | 52° 49′ 59″ N, 5° 3′ 8″ O  |                                                                 |
| 3.2-130      | GE Wind Energy | 130 m            |           | 3200 kW  | 2020    | 52° 49′ 58″ N, 5° 3′ 33″ O |                                                                 |
| E-126 EP3    | Enercon        | 127 m            | 116 m     | 4000 kW  | 2021    | 52° 49′ 56″ N, 5° 4′ 25″ O |                                                                 |

### Frühere Windkraftanlagen
| Typ         | Hersteller       | Rotordurchmesser | Nabenhöhe | Leistung     | Baujahr | Rückbaujahr | Bemerkungen |
| ----------- | ---------------- | ---------------- | --------- | ------------ | ------- | ----------- | ----------- |
| N80         | Nordex           | 80 m             | 80 m      | 2500 kW      | 2004    | 2016        |             |
| 2.5xl       | GE Wind Energy   | 88 m             | 85 m      | 2500 kW      | 2004    | 2016        |             |
| 2.3-94      | GE Wind Energy   | 94 m             | 100 m     | 2300 kW      | 2005    | 2011        |             |
| SWT-3.6-120 | Siemens          | 120 m            | 80 m      | 3600 kW      | 2005    | 2019        |             |
| 2.75-100    | GE Wind Energy   | 100 m            | 100 m     | 2500–2750 kW | 2011    | 2016        |             |
| SWT-3.0-113 | Siemens          | 113 m            | 91,5 m    | 3000–3200 kW | 2011    | 2018        |             |
| DD-115      | XEMC-Darwind     | 115 m            | 100 m     | 5000 kW      | 2011    | 2020        |             |
| ECO 122     | Alstom Ecotecnia | 122 m            | 89 m      | 2700 kW      | 2013    | 2016        |             |
| 3.2-103     | GE Wind Energy   | 103 m            | 100 m     | 3200 kW      | 2013    | 2018        |             |
| 5.3-158     | GE Wind Energy   | 158 m            | 101 m     | 4800–5300 kW | 2018    | 2021        |             |